# Wydział Historii i Archeologii Uniwersytetu Marii Curie-Skłodowskiej
Wydział Historii i Archeologii Uniwersytetu Marii Curie-Skłodowskiej – jeden z 13 wydziałów Uniwersytetu Marii Curie-Skłodowskiej.

## Historia
Wydział powstał w 2019 roku, na mocy zarządzenia Rektora UMCS w wyniku podziału Wydziału Humanistycznego na dwa osobne wydziały: Filologiczny oraz Historii i Archeologii.

## Kierunki kształcenia
Dostępne kierunki:
- Archeologia (studia I i II stopnia)
- Archiwistyka i nowoczesne zarządzanie zapisami informacyjnymi (studia I i II stopnia)
- Historia (studia I i II stopnia)
- Turystyka historyczna (studia I stopnia)

## Struktura organizacyjna

### Instytut Archeologii
Dyrektor: dr hab. Piotr Łuczkiewicz

### Instytut Historii
Dyrektor: dr hab. Piotr Bednarz
- Katedra Historii Starożytnej i Średniowiecznej
- Katedra Historii XVI-XIX w. i Europy Wschodniej
- Katedra Archiwistyki i Nauk Pomocniczych Historii
- Katedra Historii Społecznej i Edukacji
- Katedra Metodologii i Badań nad XX-XXI w.
- Katedra Humanistyki Cyfrowej i Metodologii Historii
- Katedra Antropologii Przekazu Historycznego
- Pracownia Historii Społeczeństwa Obywatelskiego i Samorządności Lokalnej

## Władze Wydziału
W kadencji 2019–2024:
| Stanowisko                 | Imię i nazwisko                |
| -------------------------- | ------------------------------ |
| Dziekan                    | dr hab. Joanna Sobiesiak       |
| Prodziekan ds. studenckich | prof. dr hab. Anna Zakościelna |